# Родео

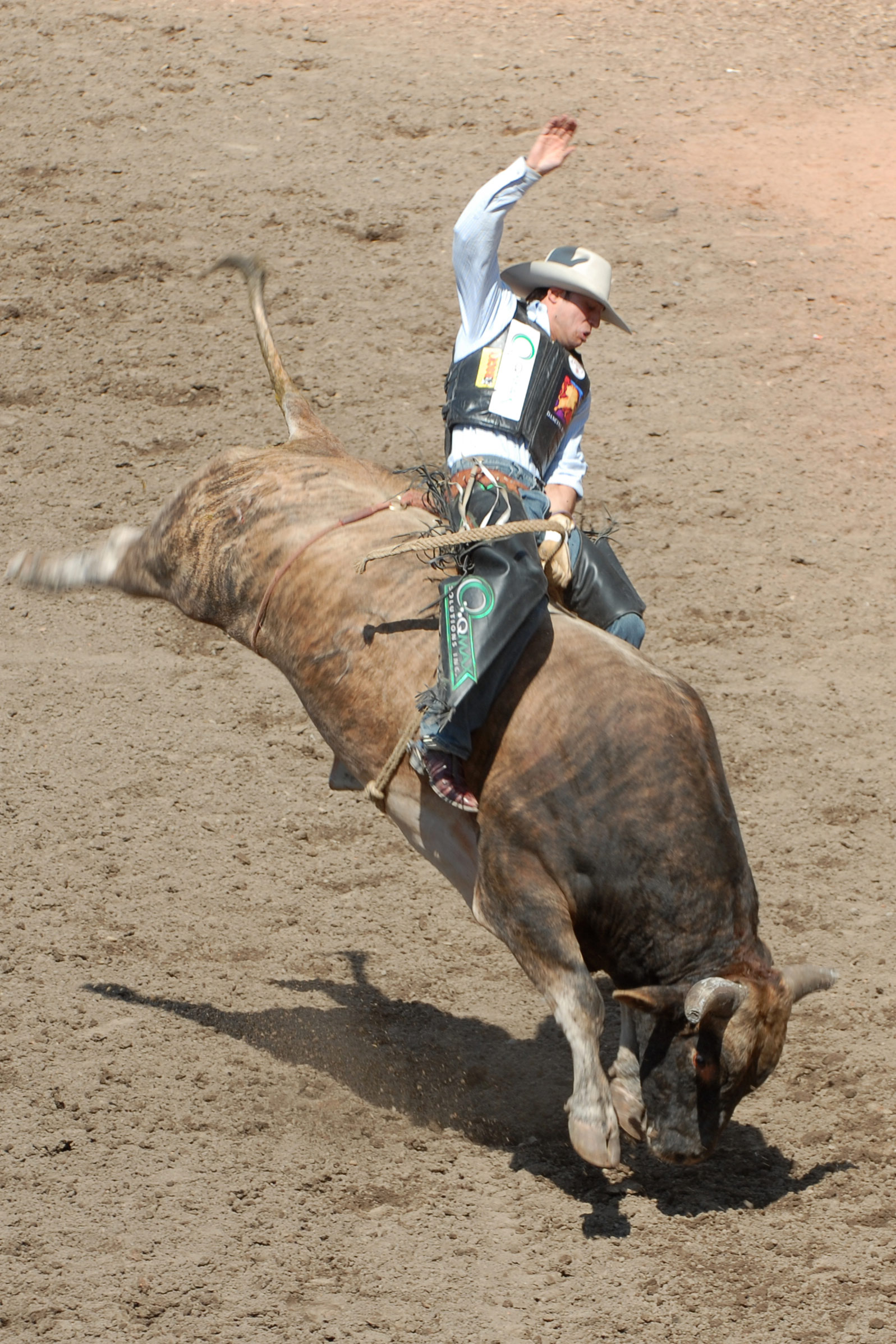
Родео на бику

Роде́о (англ. rodeo) — традиційний вид спорту у Північній Америці, що історично склався у середовищі мексиканських та американських ковбоїв. Вважається, що родео, як відкрите спортивне змагання, вперше відбулося у техаському місті Пекос у 1883 році.

## Опис

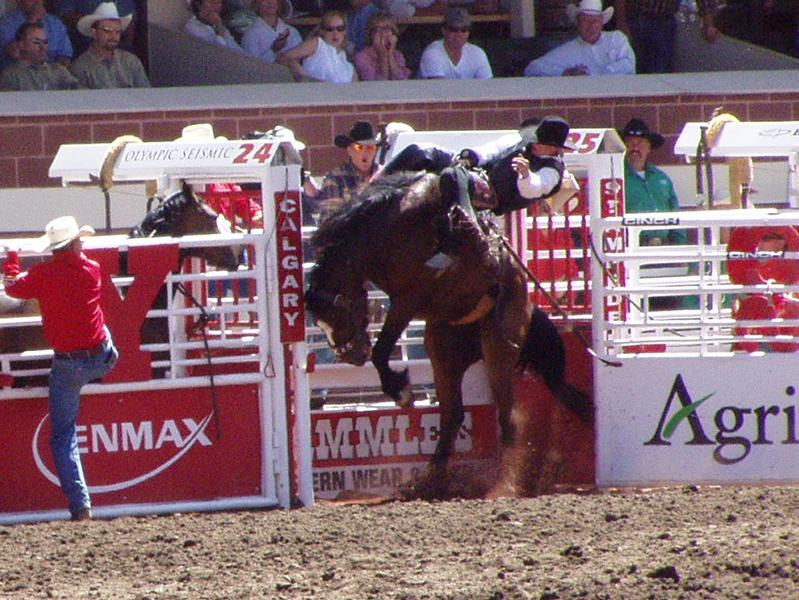
Родео на коні

Родео, таку назву мають кілька видів змагань з гарцюва́ння, що проводяться або окремо, або у змаганні, яке об'єднує їх усіх: гарцювання на стрибучому бику, на стрибу́чому коні без сідла та з сідлом, ло́влення бика на аркан, завалювання бика, верхові́ перего́ни навколо бочок тощо. Раніше до програми родео входили змагання з вестерн-гарцювання — виступали в них жінки.
Ковбой мав не лише протриматись верхи упродовж 8 секунд, але й показати потенціал тварини, пришпорюючи її. Якщо бик чи кінь не будуть досить «спритними» — судді можуть призначити повторний старт на іншій тварині.
У родео з биками беруть участь й так звані «клоуни» — булфайтери, які відволікають бика після падіння ковбоя.
На родео може бути також різноманітна програма «додаткових» виступів, наприклад, доїння дикої корови або дитяче родео — де замість бика маленькі ковбої «скачуть» на вівцях.

## Сучасні родео
Американська «Асоціація професіоналів родео» налічує близько 5000 членів і влаштовує щороку близько 650 відбірних змагань. 15 фіналістів зустрічаються у фіналі у грудні в Лас-Вегасі. Найстаріше та наймасштабніше із сучасних родео у США з 1897 року проводиться у останньому тижні липня у Шайєнні (штат Вайомінг). Найбільше родео в закритому приміщенні щороку проводиться під час національної тваринницької виставки в Денвері в січні. Серед інших змагань можна виділити родео у Хьюстоні на тваринницькій виставці, в Чикаго та Нью-Йорку. Призові фонди Асоціації формуються в основному за рахунок спонсорських внесків. Заробіток найвідоміших ковбоїв сягає 100 тисяч доларів на рік (на жаль, у вершників на биках більша частина виграшу йде на лікування). На результат поєдинків укладаються парі, працює тоталізатор.
Асоціації родео ведуть Залу Слави, куди щороку додають не лише видатних спортсменів, але й тварин — биків та коней (наприклад, чемпіон світу і «Кінь року» в Канаді AirWolf у 2006 році був записаний до Зали Слави Канадської ліги професіоналів родео, а нещодавно був успішно клонований).

## Критика родео
Родео як розвага піддається критиці захисників тварин за жорстоке поводження з тваринами і порушення їхніх прав. Родео відомо своїм жорстоким поводженням з кіньми і биками, які під час родео нерідко отримують різні хворобливі травми. Захисники тварин вимагають заборони родео.

### Родео— Верхова їзда на биках
Як жертв боїв биків, величезний розмір і лютий вигляд бика роблять його ідеальною метою для жорстокого поводження. На родео знають, що можуть обдурити багатьох людей, щоб вони повірили, нібито бики несприйнятливі до болю. Немає нічого, більш далекого від правди. До того ж, на биках ніколи не їздили верхи в роботі на ранчо. Тваринам на родео неодноразово роблять уколи електрошокером перш, ніж випустити, доводячи їх до божевілля. Шоковий пристрій легко приховати. Але навіть невеликий, він видає електричний розряд в 5000 вольт — страшний біль.

### Родео— Ловля арканом
Будь-кому, у кого є мізки і серце, не складно зрозуміти, що це неправильно арканити дитинча тварини, кидаючи його на землю і потім пов'язуючи йому ноги, щоб воно не могло рухатися. Сильне викривлення хребта при зв'язуванні, може викликати у теляти травми або смерть. Після того, як теляті болісно скрутили хвіст і притиснули до ґрат огорожі, воно на всій швидкості втікає щоб уникнути подальшого катування. Теля різко зловили арканом так, що воно відірвалося від землі, перш ніж впасти на землю. Так воно може зламати собі шию, хребет і ноги. Після того, як теля звалилося на землю, учасник змагання підбігає, піднімає і кидає його знову, як би вибиваючи з нього дух, щоб потім зв'язати йому ноги.

### Родео— Боротьба за управління биком
Боротьба за управління биком не має місця в історії ранчо. Там цього ніколи не відбувалося. Це негуманне змагання з'явилося лише для розваги людей, моральність і свідомість яких, сумнівні. Учасник родео стрибає з коня на шию бичка, що біжить. Він звертає йому шию, поки жертва не впаде на землю. Часто результатом стає зламана шия, хоча трапляється і безліч інших травм.

### Бразильська Farra do Boi
Один з найбільш диких ритуалів за жорстокістю ставлення до тварин — це Бразильська Farra do Boi. У вільному перекладі це звучить як «Фестиваль Биків», під час якого кожного року болісною смертю вмирають кілька сотень биків у понад 30 селищах бразильського штату Санта Катаріна . Цей фестиваль починається з дводенного голодування, коли їжа знаходиться в полі зору тварин, але поза досяжністю.

## Ресурси Інтернету
- Фотогалерея експлуатації тварин  Вікісховище має мультимедійні дані за темою: Родео